# نماد بازیافت
نماد بازیافت (U+2672 ♲ نماد جهانی بازیافت or U+267B ♻ نماد سیاه جهانی بازیافت در یونی کد) یک علامت بین‌المللی است که برای عمل بازیافت مواد، برگزیده شده‌است. این علامت شامل سه پیکان است که همدیگر را دنبال می‌کنند و به معنی چرخه بی‌پایان است. نحوهٔ چرخش پیکان‌ها تداعی کنندهٔ نوار موبیس است.

## تاریخچه
در سال ۱۹۶۹ و اوایل ۱۹۷۰ توجه جهانی به مسئله حفظ محیط زیست در روز زمین به اوج خود رسیده بود. به همین دلیل بنیاد شیکاگو که تولیدکننده بزرگ مقوای بازیافت شده است یک مسابقه طراحی و هنری را بین تمام دانش آموزان دبیرستان‌ها و دانشگاه های آمریکا برای بالا بردن سطح آگاهی در مورد معضلات زیست‌محیطی برگزار کرد. در این مسابقه طرح «گری اندرسون» از دانشگاه جنوبی کالیفرنیا برنده شد و اکنون آن طرح، علامت عمومی بازیافت مواد است.

## حق تکثیر
این علامت به مالکیت عمومی گذاشته شد و هر کسی می‌تواند از آن استفاده کند و یک علامت تجاری نیست. اگرچه ممکن است بعضی قوانین محلی استفاده از آن را محدود بکند. مثلاً استفاده از این علامت روی کالاهای غیر بازیافت شده به منظور فریب‌کاری و گمراه کردن خریدار ممنوع است.

## نمادهای دیگر
در تایوان از نماد  به عنوان نماد بازیافت استفاده می شود

## حمایت سازمان‌ها

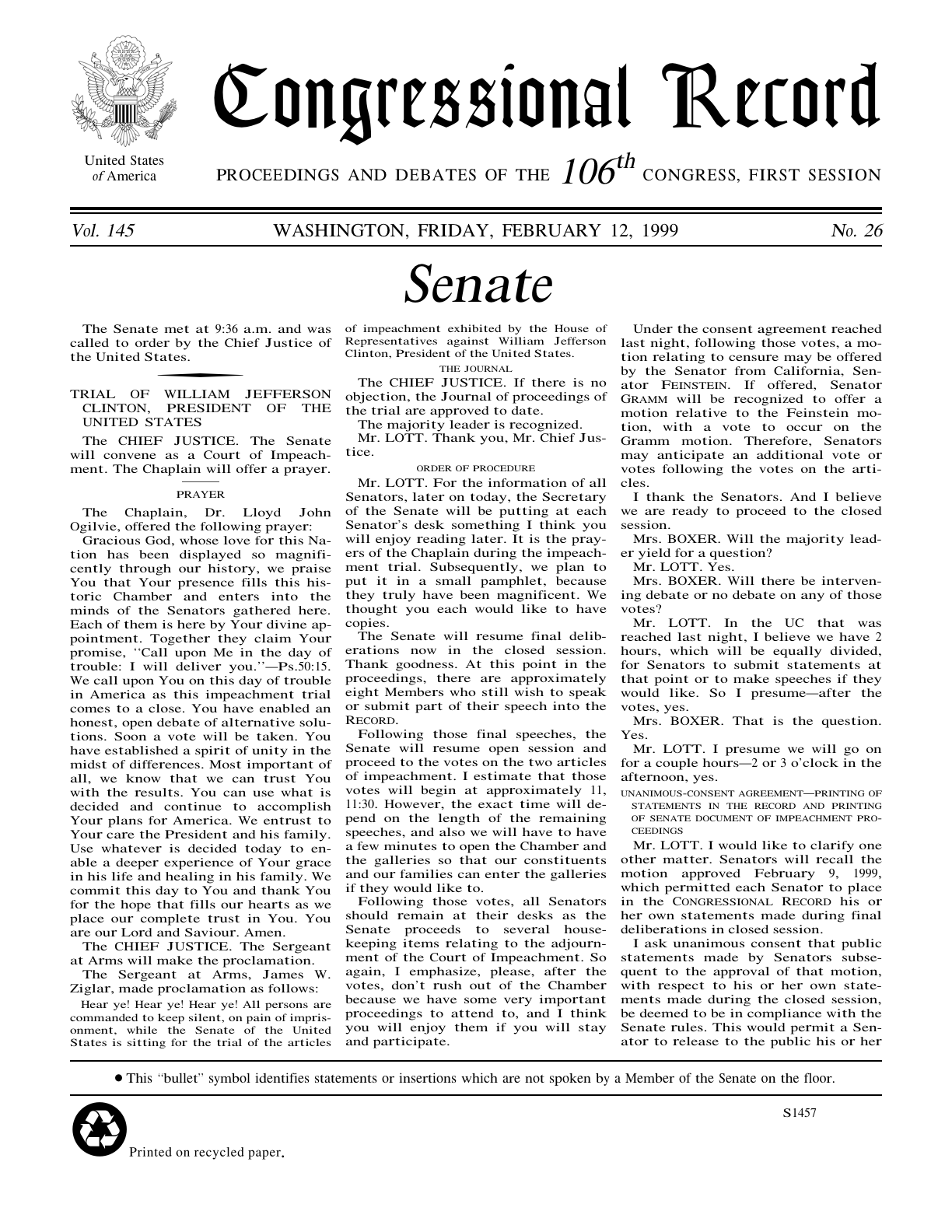
نماد بازیافت در انتهای گزارش رسمی کنگره ایالات متحده با جمله:Printed on recycled paper به معنای چاپ شده بر روی کاغذ بازیافت شده.

سازمان‌های مختلف برای حمایت از بازیافت اقدام‌های متنوعی را انجام می‌دهند که از جملهٔ آنها می‌توان به استفاده از کاغذ بازیافتی برای نشان دادن اهمیت بازیافت اشاره کرد.